# Goniaspis equalis
Goniaspis equalis är en tvåvingeart som först beskrevs av Samuel Wendell Williston  1896.  Goniaspis equalis ingår i släktet Goniaspis och familjen fritflugor. Inga underarter finns listade i Catalogue of Life.